# 德蒙冰川
德蒙冰川（英語：Deadmond Glacier），是南極洲的冰川，位於埃爾斯沃思地的瑟斯頓島，流經埃文斯半島東部，最終注入卡德瓦拉德灣，現時由南極條約體系管理。